# Diviziuni administrative ale Sudanului

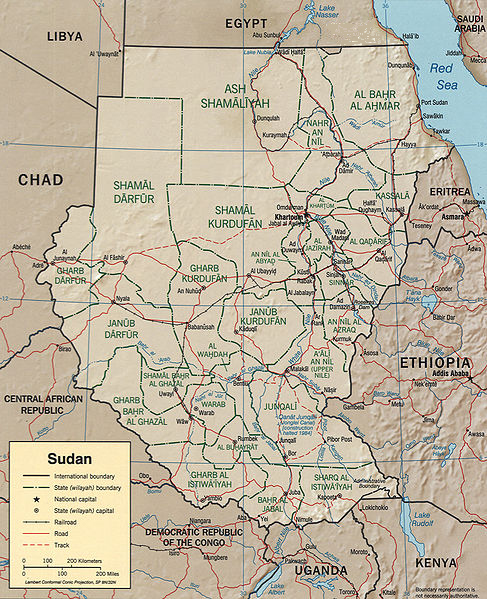
Harta politică a Sudanului. Triunghiul Hala'ib este sub adminirare egipteană începând cu anul 2000.

Sudanul este împărțit administrativ într-un număr de 18 state (wilaya), care la rândul lor sunt împărțite în 87 de districte. Înainte de secesiunea Sudanului de Sud la 9 iulie 2011, Sudanul a fost cea mai mare țară din Africa și era împărțit în 25 de state.